# Cantone di Pignan
Il Cantone di Pignan è una divisione amministrativa dell'arrondissement di Montpellier.
A seguito della riforma approvata con decreto del 26 febbraio 2014, che ha avuto attuazione dopo le elezioni dipartimentali del 2015, è passato da 7 a 8 comuni.

## Composizione
I 7 comuni facenti parte prima della riforma del 2014 erano:
- Cournonsec
- Cournonterral
- Fabrègues
- Murviel-lès-Montpellier
- Pignan
- Saint-Georges-d'Orques
- Saussan

Dal 2015 i comuni appartenenti al cantone sono i seguenti 8:
- Cournonsec
- Cournonterral
- Fabrègues
- Murviel-lès-Montpellier
- Pignan
- Saint-Georges-d'Orques
- Saussan
- Villeneuve-lès-Maguelone